# Perugrampta alba
Perugrampta alba är en insektsart som beskrevs av Dietrich och Rakitov 2002. Perugrampta alba ingår i släktet Perugrampta och familjen dvärgstritar. Inga underarter finns listade i Catalogue of Life.